# The BKW Show!!
『The BKW Show!!』（ザ・ビーケーダブリュウ・ショー）は、THE ORAL CIGARETTESの1枚目のフルアルバム。2014年11月12日にA-Sketchから発売された。

## 解説
- メジャーデビュー後､ 初のアルバム。フルアルバムとしてリリースされるのはこの作品が初めて。
- 本作は初回限定盤と通常盤の2種類でリリースされた。初回限定盤のDVDには、2014年7月18日に行われた渋谷CLUB QUATTROでの「THE ORAL CIGARETTESワンマン2016」ライブ映像5曲と、奈良NEVERLANDにて行われた初ワンマンのドキュメンタリー映像が収録されている。
- タイトルにある 「BKW」は 「番狂わせ」の略語。[1]このワードはTHE ORAL CIGARETTESのキャッチコピーともいえるもので､ 後に色んなとこで使用されている。
- アルバム収録曲からは「嫌い」 と 「STARGET」 のPVが製作された。

## 収録曲
1. 嫌い [3:47]
2. モンスターエフェクト [2:55]
3. ハロウィンの余韻 [4:04]
4. STARGET [3:25]
5. 自動販売機の男 [3:48]
6. 僕は夢を見る [4:24]
7. リメイクセンス [3:23]
8. 起死回生STORY [3:48]
  - 1stシングル。スペースシャワーTV 2014年7月度POWER PUSH。
9. 大魔王参上 [3:27]
10. 透明な雨宿り [5:36]

初回盤DVD
2014年7月18日・唇ワンマンツアー2014の巻 東京公演より5曲を収録
1. 出会い街
2. 机上の空論に意味を為す
3. mist...
4. 大魔王参上
5. 起死回生STORY

Documentary of first one-man gig @奈良公演